# Gerhards Spiel und Design
Gerhards Spiel und Design ist eine deutsche Holzmanufaktur und Spieleverlag in Ransbach-Baumbach. Das Verlagsprogramm des Kleinverlages besteht vor allem aus handgefertigten Holzspielen, wobei neben einigen klassischen Spielen vor allem Autorenspiele im Vordergrund stehen.

## Geschichte

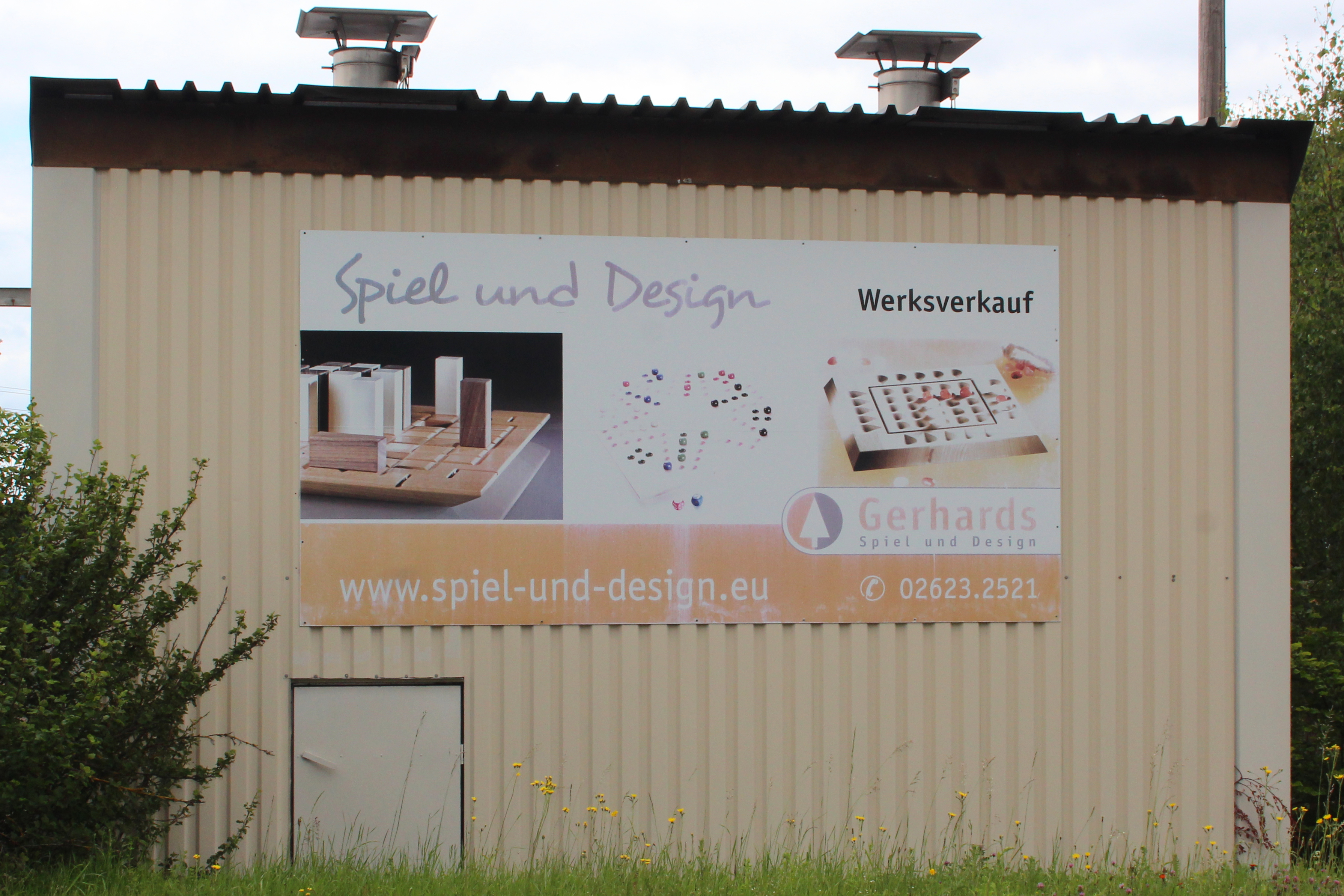
Werksverkauf in Baumbach

Gerhards Spiel und Design entspringt einem Familienbetrieb, der 1931 gegründet wurde und den der heutige Geschäftsführer Ludwig Gerhards in dritter Generation von seinem Vater als „Holzmanufaktur Clemens Gerhards“ übernahm. Als traditionelle Holzmanufaktur im Kannenbäckerland produzierte Gerhards hauptsächlich Gebrauchsgegenstände für den Haushalt, später auch Bilderrahmen und Holzdeckel für die Keramikindustrie. Um 2000 begann er, zusätzlich Brettspiele aus aller Welt aus Holz herzustellen und nahm später auch neue Spiele von verschiedenen Spieleautoren in sein Programm auf. So stellte er 2000 das Spiel Turm & Wächter und 2002 die beiden klassischen Brettspiele Hasami Shogi und Tablut her, ab 2003 veröffentlichte er mit Kopernikus und Moguli zwei Spiele des Spieleautors Reinhold Wittig und 2004 brachte er neben Wittigs Baubylon mit Samas und Trio Trio zwei Spiele von Frank Stark auf den Markt. Es folgten weitere Spiele dieser und weiterer Autoren. 2007 startete er eine Serie mit Kleinspielen, die als Die Minis bezeichnet werden. 2008 änderte Gerhards den Namen seines Betriebs in den heutigen Namen Gerhards Spiel und Design.
2007 wurde das Spiel ConHex von Michail Antonow für den International Gamers Award als eines der besten 2-Spieler-Strategiespiele nominiert. 2013 wurde das Spiel Mixtour von Dieter Stein in die Empfehlungsliste des Spiel des Jahres aufgenommen und erhielt den MinD-Spielepreis. Mit Moguli von Reinhold Wittig sowie Urbino (erneut Dieter Stein) gewannen zwei weitere Spiele von Gerhards den MinD-Spielepreis bzw. den MinD-Spieletipp.

## Ludografie
- 2000: Turm & Wächter
- 2002: Hasami Shogi & Tablut
- 2003, 2008: Kopernikus (Reinhold Wittig)
- 2003: Moguli (Reinhold Wittig)
- 2004: Trio Trio (Frank Stark)
- 2004: Samas (Frank Stark)
- 2004: Baubylon (Reinhold Wittig)
- 2005: Citadella (Fred Horn)
- 2005: Due Conga (Frank Stark)
- 2005: Kick-it (Frank Stark)
- 2005: Namutoni (Reinhold Wittig)
- 2006: ConHex (Michail Antonow)
- 2006: Kariba / Kalak (Frank Stark)
- 2006: Meta (Frank Stark)
- 2007: Die Minis: Bäumchen wechsel dich
- 2007: Die Minis: Cambio
- 2007: Die Minis: Innur24
- 2007: Die Minis: Menos
- 2007: Sim Serim (Heinrich Glumpler)
- 2007: Zoom (Frank Stark)
- 2008: Fiore (Frank Stark)
- 2008: InOut (Frank Stark)
- 2008: Pulce (Frank Stark)
- 2009: Camino (Frank Stark)
- 2009: Schwarze Löcher (Reiner Stockhausen)
- 2009: Sia Sola (Oliver Schaudt)
- 2010: Avverso (Henrik Morast)
- 2010: Ordo (Dieter Stein)
- 2011: Semiramis (Oliver Schaudt)
- 2011: Stein Im Brett (Steffen Brückner)
- 2012: Mixtour (Dieter Stein)
- 2013: Parallelo (Sjaak Griffioen)
- 2013: Blocco (Wolfgang Günter Urban)
- 2014: Fendo (Dieter Stein)
- 2014: Paletto (Dieter Stein)
- 2014: Quint-X (Hartmut Kommerell)
- 2014: Rincala (Dieter Stein)
- 2014: Samsara (Thomas Weber)
- 2014: Taituu (Oliver Schaudt)
- 2015: Trideo (Stefano Cavanè)
- 2015: C-Cross (Ludovic Gimet)
- 2016: 90 Grad (Philippe des Pallières, Gunnar Kuhlencord)
- 2016: Penki (Hartmut Kommerell)
- 2016: RAUF!en (Patrick Ehnis, Gerald Schropp)
- 2016: Tintas (Dieter Stein)
- 2017: Urbino (Dieter Stein)
- 2017: Trianguli (Klaus-Peter Rudolf)
- 2017: Quatro Flash (Roland Baumann)
- 2020: Galtoni (Ingo Althöfer)

## Belege
1. ↑  Wir über uns (Memento des Originals vom 8. März 2018 im Internet Archive)  Info: Der Archivlink wurde automatisch eingesetzt und noch nicht geprüft. Bitte prüfe Original- und Archivlink gemäß Anleitung und entferne dann diesen Hinweis. auf der Homepage des Verlages; abgerufen am 7. März 2018.
2. ↑  Mixtour auf der Homepage des Spiel des Jahres e.V, abgerufen am 7. März 2018.
3. ↑  Tom Felber: Mixtour: Ästhetik trifft spielerische Eleganz. (Memento des Originals vom 20. Mai 2016 im Internet Archive)  Info: Der Archivlink wurde automatisch eingesetzt und noch nicht geprüft. Bitte prüfe Original- und Archivlink gemäß Anleitung und entferne dann diesen Hinweis. Neue Zürcher Zeitung 24. August 2013; auf der Homepage des Verlages; abgerufen am 7. März 2018.